# John Kochuthundil
John Kochuthundil (* 8. April 1959 in Puthussery Bhagon, Kerala, Indien) ist ein indischer Geistlicher und syro-malankara katholischer Bischof von Muvattupuzha.

## Leben
Nach dem Besuch des Kleinen Seminars in Thiruvananthapuram studierte John Kochuthundil Philosophie und Katholische Theologie am Priesterseminar St. Joseph’s in Aluva. Er empfing am 22. Dezember 1985 das Sakrament der Priesterweihe. Kochuthundil wurde am Päpstlichen Orientalischen Institut in Rom im Fach Ostkirchenrecht promoviert.
Nach verschiedenen Tätigkeiten in der Seelsorge war John Kochuthundil als Regens des Kleinen Seminars, Offizial, Mitarbeiter der Katholischen Bischofskonferenz von Indien und Protosynkellos der Eparchie Gurgaon tätig. Zuletzt war er Protosynkellos des Großerzbistums Trivandrum.
Am 5. August 2017 ernannte ihn Papst Franziskus zum Titularbischof von Thuburbo Maius und zum Kurienbischof im Großerzbistum Trivandrum sowie zum Apostolischen Visitator für die syro-malankara katholischen Gläubigen in Europa und Ozeanien. Der Großerzbischof von Trivandrum, Baselios Cleemis Kardinal Thottunkal, spendete ihm am 21. September desselben Jahres die Bischofsweihe; Mitkonsekratoren waren der Bischof von Mavelikara, Joshuah Ignathios Kizhakkeveettil, und der Bischof von Pathanamthitta, Yoohanon Chrysostom Kalloor.
Am 10. April 2018 wurde er zum Koadjutorbischof von Muvattupuzha ernannt. Am 11. Juni 2019 wurde Kochuthundil in Nachfolge des zurückgetretenen Abraham Youlios Kackanatt Bischof von Muvattupuzha.